# Nýrovce
Nýrovce (em húngaro: Nyírágó) é um município da Eslováquia, situado no distrito de Levice, na região de Nitra. Tem 13,49 km² de área e sua população em 2018 foi estimada em 512 habitantes.

## Demografia
| Ano:        | 1994 | 2004   | 2014   | 2024   |
| ----------- | ---- | ------ | ------ | ------ |
| Broj ljudi: | 587  | 569    | 525    | 499    |
| Razlika:    |      | -3,06% | -7,73% | -4,95% |

| Ano:               | 2023 | 2024   |
| ------------------ | ---- | ------ |
| Número de pessoas: | 507  | 499    |
| Diferença:         |      | -1,57% |